# Przemysław Kaźmierczak
Przemysław Kaźmierczak (* 5. Mai 1982 in Łęczyca, Polen), auch einfach nur Kaz genannt, ist ein polnischer ehemaliger Fußballspieler, der auf der Mittelfeldposition spielte.

## Karriere

### Verein
Kaźmierczak begann seine Fußballkarriere 1999/00 bei ŁKS Łódź. 2001 wechselte er zu Piotrcovia Piotrków Trybunalski. 2002 wurde er an Górnik Łęczna verliehen. Seit der Saison 2003/04 spielte er bei Pogoń Stettin. 2006 wurde er für ein Jahr an Boavista Porto ausgeliehen. 2007 kehrte Przemysław Kaźmierczak zu Pogon zurück, wurde jedoch gleich für 1,3 Millionen Euro an den FC Porto verkauft und 2008 mit diesem Meister. Zur Saison 2008/09 wurde er für ein Jahr an den englischen Zweitligisten Derby County ausgeliehen. Am Ende der Saison kehrte er allerdings wieder zu nach Porto. Zur Saison 2009/10 wurde Kaźmierczak an Vitória Setúbal verkauft. In 22 Ligaspielen konnte er für Vitória vier Tore erzielen. Zur Saison 2010/11 kehrte Kaźmierczak nach Polen zurück und unterschrieb einen Vertrag bei Śląsk Wrocław. Nach vier Jahren ließ er seine Karriere bei Górnik Łęczna ausklingen.

### Nationalmannschaft
2001 wurde er in die U-18-Auswahl Polens berufen. Kaźmierczak gewann mit dem Team auch gleich die Europameisterschaft.
2005 gab er sein Debüt in der polnischen Nationalmannschaft. Bisher absolvierte er elf Spiele und erzielte ein Tor.

## Titel und Erfolge
- Portugiesischer Meister 2008
- U-18 Europameister 2001
- Polnischer Meister 2012
- Polnischer Fußball-Supercup 2012